# Каратыгин, Евгений Сергеевич
Евге́ний Серге́евич Караты́гин (1872, Санкт-Петербург — 1930) — русский учёный-экономист, профессор; редактор, издатель и публицист, один из авторов Энциклопедического словаря Брокгауза и Ефрона.

## Биография
Родился 3 июня 1872 года в Санкт-Петербурге.
Окончил с золотой медалью 6-ю Санкт-Петербургскую гимназию (1891) и естественно-историческое отделение физико-математического факультета Санкт-Петербургского университета (1895).
До Октябрьской революции 1917 года был чиновником Министерства финансов, членом Совета Государственного банка. В 1913 году был произведён в действительные статские советники. Был награждён орденами Св. Анны 2-й ст. (1908) и Св. Станислава 3-й ст. (1899).
Сотрудничал в изданиях: «Деревня», «Наше Хозяйство», «Сельский Вестник», «Торгово-Промышленная Газета», «Вестник Финансов», «Русское Экономическое Обозрение». Отдельные статьи и заметки помещал также в «Хозяине», «Земледельческой Газете» и «Энциклопедии Сельского Хозяйства» А. Ф. Девриена. Работал с 1895 года в редакциях периодических изданий министерства финансов. Основатель и редактор журнала «Молочное Хозяйство» (с 1902). Редактор журналов «Деревня» и «Крестьянское Хозяйство» (с конца 1905).
В 1920-е гг. — главный редактор «Торгово-промышленной газеты», затем редактор «Финансовой газеты». Был профессором Московского института народного хозяйства и Московского промышленно-экономического института им. Рыкова, председателем сельскохозяйственной секции ВСНХ, заместителем председателя научно-технического совета пищевой и сельской промышленности Наркомторга СССР.
18 августа 1930 года арестован ОГПУ по обвинению в руководстве так называемой «организацией вредителей рабочего снабжения», на которую возлагалась вина за плохое обеспечение населения СССР продуктами питания. Расстрелян вместе с 47 другими «вредителями» по постановлению Коллегии ОГПУ от 24 сентября 1930 года.
Реабилитирован 26 сентября 1957 года, определением Военного трибунала Московского военного округа.

## Избранные труды
- Проблемы индустриализации сельского хозяйства в СССР / С предисл. С. П. Середы. — М.—Л. : Гос. изд-во, 1929 . — 212 с. — (Экономическая библиотека).
- Вывоз скоропортящихся продуктов: мяса, масла, яиц и битой птицы в связи с восстановлением сельского хозяйства Союза. — М.—Л. : План. хоз-во, 1926. — 214 с.: табл.
- Общественное питание и поднятие производительности труда / С предисл. пред. Науч.-пищевого сов. «Нарпита» Ф. Ф. Сыромолотова. — М., 1925. - 48 с.
- В стране крестьянских товариществ: Очерк развития товарищ. начала в сел. хоз-ве Дании. — СПб., 1909. - [4], 132, [3] с.: ил. 
  - 2-е изд., значит. доп. и испр. — СПб., 1913. — X, 164, [1] с.: ил.

## Семья
Жена - Раиса Генриховна Каратыгина.
Их дочь: Нина (1898 — после 1957; литературный псевдоним: Нина Пограницкая), поэтесса, автор сборника стихов «Кровь животворящая» (Петроград, 1916), драматург, переводчица, литературный критик, журналистка, сценарист, сотрудник издательства «ЗИФ», печаталась в журналах «Русская мысль» (1915), «Красная новь» (1924), в 1930 году публично отреклась от отца — «участника контрреволюционного заговора», в 1951 году — внештатный работник ВГБИЛ.